# 吉尔泽贝格
吉尔泽贝格（德語：Gilserberg，發音：[ˈɡɪlzɐˌbɛʁk]）是德国黑森州卡塞尔行政区施瓦尔姆-埃德尔县的市镇，面积61.55平方千米，2023年12月31日人口为2,901人。